# Flaglinka

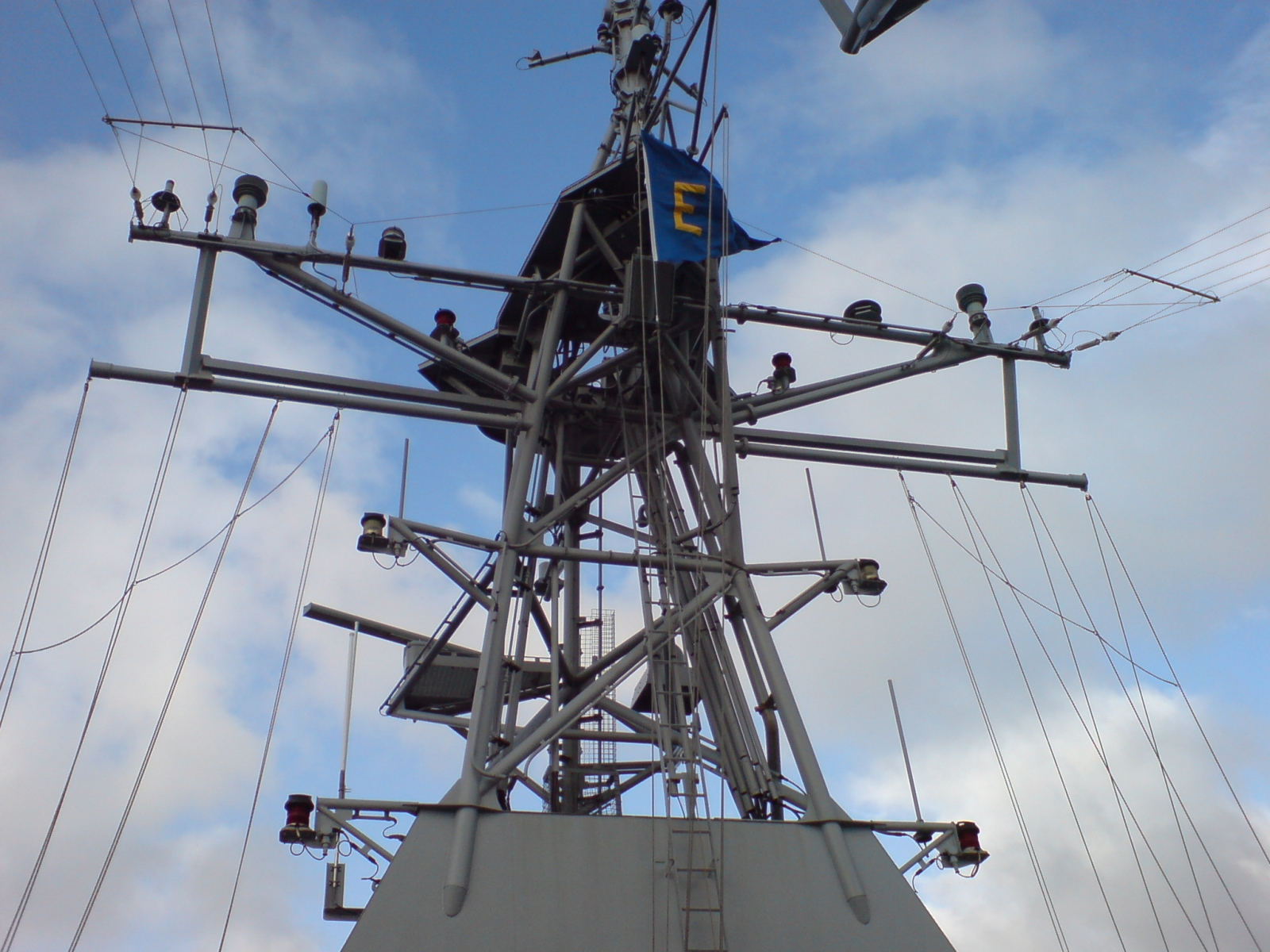
Flaglinki na rejce okrętu

Flaglinka – cienka, zwykle stalowa, linka biegnąca przez bloczek na maszcie sygnałowym. Służy do podnoszenia flag sygnałowych.